# Аннабел Еллвуд
Аннабел Еллвуд (англ. Annabel Ellwood; нар. 2 лютого 1978) — колишня австралійська тенісистка.
Найвищу одиночну позицію світового рейтингу — 57 місце досягла 21 квітня 1997, парну — 60 місце — 27 жовтня 1997 року.
Здобула 9 одиночних та 14 парних титулів туру ITF.
Найвищим досягненням на турнірах Великого шолома було 3 коло в одиночному, парному та змішаному парному розрядах.

## Фінали турнірів WTA

### Парний розряд: 1 (поразка)
| Результат | Дата          | Турнір                                                     | Покриття | Партнерка        | Суперниці                | Рахунок     |
| --------- | ------------- | ---------------------------------------------------------- | -------- | ---------------- | ------------------------ | ----------- |
| Поразка   | 13 січня 2001 | Richard Luton Properties Canberra International, Австралія | Тверде   | Нанні де Вільєрс | Ніколь Арендт Суґіяма Ай | 4–6, 6–7(2) |

## Фінали ITF
| турніри $75,000 |
| турніри $50,000 |
| турніри $25,000 |
| турніри $10,000 |

### Одиночний розряд (9–9)
| Результат | Ранг | Дата              | Турнір                    | Покриття | Суперниця             | Рахунок          |
| --------- | ---- | ----------------- | ------------------------- | -------- | --------------------- | ---------------- |
| Поразка   | 1.   | 3 жовтня 1994     | ITF Ібаракі, Японія       | Тверде   | Кім Іль Сун           | 5–7, 6–7(5)      |
| Перемога  | 1.   | 16 жовтня 1994    | Токіо, Японія             | Тверде   | Сьобган Дрейк-Брокмен | 2–6, 6–3, 6–4    |
| Перемога  | 2.   | 24 жовтня 1994    | Кіото, Японія             | Тверде   | Кім Іль Сун           | 6–4, 7–6(2)      |
| Поразка   | 2.   | 6 листопада 1994  | Саґа, Японія              | Трава    | Кетрін Берклей        | 2–6, 5–7         |
| Поразка   | 3.   | 27 листопада 1994 | Бендіго, Австралія        | Тверде   | Ніколь Брадтке        | 4–6, 7–6, 2–6    |
| Перемога  | 3.   | 20 серпня 1995    | Фаєттвілл, США            | Тверде   | Франческа Любіані     | 7–6(2), 3–6, 6–1 |
| Поразка   | 4.   | 27 листопада 1995 | Бендіго, Австралія        | Тверде   | Ніколь Пратт          | 4–6, 6–3, 2–6    |
| Поразка   | 5.   | 10 грудня 1995    | Порт-Пірі, Австралія      | Тверде   | Ніколь Пратт          | 6–4, 0–6, 4–6    |
| Перемога  | 4.   | 10 листопада 1996 | Бендіго, Австралія        | Тверде   | Джейн Тейлор          | 6–3, 6–4         |
| Перемога  | 5.   | 17 листопада 1996 | Порт-Пірі, Австралія      | Тверде   | Choi Ju-yeon          | 6–3, 6–4         |
| Перемога  | 6.   | 9 грудня 1996     | Сенкчуері-Коув, Австралія | Тверде   | Еві Домінікович       | 6–3, 6–3         |
| Перемога  | 7.   | 11 квітня 1999    | Фресно, США               | Тверде   | Алісія Молік          | 3–6, 6–4, 6–2    |
| Поразка   | 6.   | 10 травня 1999    | Мідлотіан (Іллінойс), США | Ґрунт    | Еріка Делоун          | 3–6, 4–6         |
| Поразка   | 7.   | 8 серпня 1999     | Лексінгтон, США           | Тверде   | Флоренсія Лабат       | 2–6, 7–5, 1–6    |
| Перемога  | 8.   | 10 жовтня 1999    | Далбі, Австралія          | Тверде   | Вінне Пракуся         | 7–6(4), 7–6(6)   |
| Поразка   | 8.   | 24 жовтня 1999    | Голд-Кост                 | Тверде   | Алісія Молік          | 4–6, 3–6         |
| Поразка   | 9.   | 6 лютого 2000     | Клірвотер, США            | Тверде   | Марісса Ірвін         | 4–6, 3–6         |
| Перемога  | 9.   | 26 лютого 2001    | ITF Бендіго, Австралія    | Тверде   | Крістіна Вілер        | 3–6, 6–2, 6–4    |

### Парний розряд (14–5)
| Результат | Ранг | Дата              | Турнір                      | Покриття  | Партнерка        | Суперниці                        | Рахунок            |
| --------- | ---- | ----------------- | --------------------------- | --------- | ---------------- | -------------------------------- | ------------------ |
| Перемога  | 1.   | 25 квітня 1994    | ITF Вокінг, Велика Британія | Тверде    | Ліза Макші       | Шеннон Пітерс Кароліне Стассен   | 3–6, 6–4, 6–0      |
| Перемога  | 2.   | 17 жовтня 1994    | Куґаяма, Японія             | Тверде    | Труді Мусгрейв   | Кім Іль Сун Park In-sook         | 6–4, 6–0           |
| Перемога  | 3.   | 24 жовтня 1994    | Кіото, Японія               | Тверде    | Труді Мусгрейв   | Чень Цзінцзін Лі Лі              | 4–6, 7–6, 6–3      |
| Перемога  | 4.   | 27 листопада 1995 | Маунт-Гамбір, Австралія     | Тверде    | Кіррілі Шарп     | Мая Мурич Катрін Танв'є          | 6–4, 6–1           |
| Перемога  | 5.   | 11 грудня 1995    | Нуріоотпа, Австралія        | Тверде    | Кіррілі Шарп     | Мая Мурич Луїс Флемінг           | 6–4, 5–7, 6–4      |
| Перемога  | 6.   | 11 серпня 1996    | Таракан (місто), Індонезія  | Тверде    | Керрі-Енн Г'юз   | Чон Мі Ра Бенджамас Сангарам     | 6–3, 6–2           |
| Поразка   | 1.   | 20 жовтня 1996    | Гейвард (Каліфорнія), США   | Тверде    | Мерседес Пас     | Джилл Гетерінгтон Кеті Ріналді   | 5–7, 2–6           |
| Перемога  | 7.   | 5 квітня 1999     | Фресно, США                 | Тверде    | Еріка Делоун     | Кім Грант Крістіна Тріска        | 7–5, 7–5           |
| Перемога  | 8.   | 18 квітня 1999    | Лас-Вегас, США              | Тверде    | Еріка Делоун     | Хіракі Ріка Ліза Макші           | 7–6(4), 6–2        |
| Перемога  | 9.   | 3 травня 1999     | Сарасота, США               | Ґрунт     | Ліза Макші       | Рената Колбовіч Карін Міллер     | 7–5, 7–6(3)        |
| Поразка   | 2.   | 16 травня 1999    | Мідлотіан, США              | Ґрунт     | Еріка Делоун     | Нанні де Вільєрс Джессіка Стек   | 4–6, 0–6           |
| Поразка   | 3.   | 25 липня 1999     | Пічтрі-Сіті (Джорджія), США | Тверде    | Бріанн Стюарт    | Хіракі Ріка Нана Міяґі           | 4–6, 1–6           |
| Поразка   | 4.   | 1 серпня 1999     | Солт-Лейк-Сіті, США         | Тверде    | Соня Джеясілан   | Рейчел Макквіллан Ліза Макші     | 3–6, 6–4, 3–6      |
| Поразка   | 5.   | 7 лютого 2000     | Рокфорд (Іллінойс), США     | Тверде    | Джессіка Стек    | Дон Бут Ребекка Єнсен            | 6–7(4), 5–7        |
| Перемога  | 10.  | 21 лютого 2000    | Буші, Велика Британія       | Килим (i) | Надія Островська | Жулі Пуллен Лорна Вудрофф        | 6–1, 6–1           |
| Перемога  | 11.  | 20 жовтня 2000    | Брисбен, Австралія          | Тверде    | Нанні де Вільєрс | Керрі-Енн Г'юз Рейчел Макквіллан | 3–5, 4–2, 5–3, 4–1 |
| Перемога  | 12.  | 26 листопада 2000 | Нуріоотпа, Австралія        | Тверде    | Нанні де Вільєрс | Рейчел Макквіллан Ліза Макші     | 7–6(1), 6–3        |
| Перемога  | 13.  | 3 грудня 2000     | Маунт-Гамбір, Австралія     | Тверде    | Нанні де Вільєрс | Еві Домінікович Аманда Грем      | 6–2, 6–2           |
| Перемога  | 14.  | 10 грудня 2000    | ITF Порт-Пірі, Австралія    | Тверде    | Нанні де Вільєрс | Еві Домінікович Аманда Грем      | 3–6, 6–2, 6–4      |